# Lijst van voetbalinterlands Nederland - Wales (mannen)
Deze lijst van voetbalinterlands is een overzicht van alle officiële voetbalwedstrijden tussen de nationale teams van Nederland en Wales. De landen hebben tot op heden tien keer tegen elkaar gespeeld. Het eerste duel, een kwalificatiewedstrijd voor het Wereldkampioenschap voetbal 1990, werd gespeeld in Amsterdam op 14 september 1988. De laatste ontmoeting, een groepswedstrijd tijdens de UEFA Nations League 2022/23, vond plaats op 14 juni 2022 in Rotterdam.

## Wedstrijden
| №  | № Int NED | Plaats    | Datum             | Competitie                  | Wedstrijd         | Uitslag |
| -- | --------- | --------- | ----------------- | --------------------------- | ----------------- | ------- |
| 1  | 451       | Amsterdam | 14 september 1988 | WK 1990 kwalificatie        | Nederland – Wales | 1 – 0   |
| 2  | 459       | Wrexham   | 11 oktober 1989   | WK 1990 kwalificatie        | Wales – Nederland | 1 – 2   |
| 3  | 483       | Utrecht   | 30 mei 1992       | Vriendschappelijk           | Nederland – Wales | 4 – 0   |
| 4  | 532       | Cardiff   | 5 oktober 1996    | WK 1998 kwalificatie        | Wales – Nederland | 1 – 3   |
| 5  | 533       | Eindhoven | 9 november 1996   | WK 1998 kwalificatie        | Nederland – Wales | 7 – 1   |
| 6  | 666       | Rotterdam | 1 juni 2008       | Vriendschappelijk           | Nederland – Wales | 2 – 0   |
| 7  | 744       | Amsterdam | 4 juni 2014       | Vriendschappelijk           | Nederland – Wales | 2 – 0   |
| 8  | 766       | Cardiff   | 13 november 2015  | Vriendschappelijk           | Wales – Nederland | 2 – 3   |
| 9  | 836       | Cardiff   | 6 juni 2022       | UEFA Nations League 2022/23 | Wales – Nederland | 1 – 2   |
| 10 | 838       | Rotterdam | 14 juni 2022      | UEFA Nations League 2022/23 | Nederland – Wales | 3 – 2   |

## Samenvatting
| Competitie          | Totaal gespeeld | Winst Nederland | Gelijk | Winst Wales | Doelsaldo Nederland – Wales |
| ------------------- | --------------- | --------------- | ------ | ----------- | --------------------------- |
| WK-kwalificatie     | 4               | 4               | 0      | 0           | 13 − 3                      |
| UEFA Nations League | 2               | 2               | 0      | 0           | 5 − 3                       |
| Vriendschappelijk   | 4               | 4               | 0      | 0           | 11 − 2                      |
| Totaal              | 10              | 10              | 0      | 0           | 29 − 8                      |

Wedstrijden bepaald door strafschoppen worden, in lijn met de FIFA, als een gelijkspel gerekend.

## Details

### Eerste ontmoeting
| WK 1990 kwalificatie (Amsterdam, Nederland, 14 september 1988): |              | |
| Nederland | 1 – 0        | Wales |
| Ruud Gullit 83' | goals        | |
| Thijs Libregts | bondscoach   | Terry Yorath |
| Hans van Breukelen Berry van Aerle Ronald Koeman Frank Rijkaard Adri van Tiggelen Gerald Vanenburg 67' Jan Wouters Erwin Koeman Hendrie Krüzen Ruud Gullit Marco van Basten | opstellingen | Neville Southall Gareth Hall Clayton Blackmore Peter Nicholas Alan Knill Geraint Williams Barry Horne Alan Davies Mark Aizlewood Ian Rush 76' Mark Hughes |
| Wim Kieft 67' | wissels      | 76' Dean Saunders |
| | gele kaarten | 16' Barry Horne |

### Tweede ontmoeting
| WK 1990 kwalificatie (Wrexham, Wales, 11 oktober 1989): |              | |
| Wales | 1 – 2        | Nederland |
| Mark Bowen 87' | goals        | 12' Graeme Rutjes 72' John Bosman |
| Terry Yorath | bondscoach   | Thijs Libregts |
| Neville Southall Clayton Blackmore Peter Nicholas Jeff Hopkins Gavin Magiure Dean Saunders Mark Bowen Geraint Williams 85' David Phillips Iwan Roberts 64' Malcolm Allen | opstellingen | Hans van Breukelen Berry van Aerle Ronald Koeman Adick Koot Graeme Rutjes Wim Hofkens Jan Wouters 46' Frank Rijkaard John van 't Schip Wim Kieft 70' Richard Witschge |
| Andy Jones 64' Colin Pascoe 85' | wissels      | 46' John Bosman 70' Marco van Basten |
| | gele kaarten | 63' Graeme Rutjes |
| - Debuut van Iwan Roberts (Watford FC) voor Wales. |              | |

### Derde ontmoeting
| Vriendschappelijk (Utrecht, Nederland, 30 mei 1992): |              | |
| Nederland | 4 – 0        | Wales |
| Bryan Roy 15' Marco van Basten 36' Aron Winter 73' Wim Jonk 83' | goals        | |
| Rinus Michels | bondscoach   | Terry Yorath |
| Hans van Breukelen Berry van Aerle Danny Blind Adri van Tiggelen 16' Frank Rijkaard 46' Jan Wouters 73' Rob Witschge Dennis Bergkamp 46' Ruud Gullit 46' Marco van Basten 46' Bryan Roy | opstellingen | Neville Southall 52' Paul Bodin Kit Symons Mark Aizlewood Andy Melville 82' Clayton Blackmore Barry Horne 60' Mark Pembridge Dean Saunders Mark Hughes Gary Speed |
| Frank de Boer 16' Aron Winter 46' Peter Bosz 46' John van 't Schip 46' Wim Kieft 46' Wim Jonk 73'                                                                                       | wissels      | 52' David Phillips 60' Mark Bowen 82' Ceri Hughes |
| | gele kaarten | ??' Mark Aizlewood |
| - Debuut van Ceri Hughes (Luton Town) voor Wales. |              | |

### Vierde ontmoeting
| WK 1998 kwalificatie (Cardiff, Wales, 5 oktober 1996): |              | |
| Wales | 1 – 3        | Nederland |
| Dean Saunders 18' | goals        | 72' Pierre van Hooijdonk 75' Pierre van Hooijdonk 80' Ronald de Boer                                                                                                  |
| Bobby Gould | bondscoach   | Guus Hiddink |
| Neville Southall Mark Bowen Mark Pembridge 68' Marcus Browning 83' Andy Melville Kit Symons Barry Horne John Robinson Gary Speed Dean Saunders Mark Hughes | opstellingen | Edwin van der Sar 70' Ferdi Vierklau Stan Valckx Frank de Boer Winston Bogarde Wim Jonk Aron Winter Clarence Seedorf Phillip Cocu 46' Jordi Cruyff 89' Ronald de Boer |
| Andy Legg 68' Steve Jenkins 83' | wissels      | 46' Roy Makaay 70' Pierre van Hooijdonk 89' Giovanni van Bronckhorst                                                                                                  |
| Gary Speed 42' Mark Hughes 86' | gele kaarten | 86' Stan Valckx |

### Vijfde ontmoeting
| WK 1998 kwalificatie (Eindhoven, Nederland, 9 november 1996): |              | |
| Nederland | 7 – 1        | Wales |
| Dennis Bergkamp 22' Ronald de Boer 33' Wim Jonk 34' Frank de Boer 45' Phillip Cocu 62' Dennis Bergkamp 73' Dennis Bergkamp 79' | goals        | 40' Dean Saunders |
| Guus Hiddink | bondscoach   | Bobby Gould |
| Edwin van der Sar Michael Reiziger Jaap Stam Frank de Boer Arthur Numan Wim Jonk 82' Aron Winter Clarence Seedorf 69' Phillip Cocu Ronald de Boer 57' Dennis Bergkamp | opstellingen | Neville Southall Alan Neilson Mark Pembridge Vinnie Jones Andy Melville Kit Symons 57' Mark Bowen Jason Bowen Dean Saunders 66' John Hartson Gary Speed |
| Marc Overmars 57' Pierre van Hooijdonk 69' Giovanni van Bronckhorst 82' | wissels      | 57' John Robinson 66' Gareth Taylor |
| | gele kaarten | 37' Vinnie Jones 66' Andy Melville |
| - Zwaarste nederlaag voor Wales in een interland sinds 1 februari 1930, toen in Belfast met 7-0 van Noord-Ierland werd verloren. Die dag scoorde Joe Bambrick van Chelsea zes keer, een record in het Britse interlandvoetbal - Wales speelde zonder Barry Horne. De 34-jarige middenvelder kampte met een spierblessure in het bovenbeen. Marcus Browning van Bristol Rovers was zijn vervanger. - Sterspeler Ryan Giggs en Nathan Blake waren eveneens niet fit genoeg. Bovendien mist bondscoach Bobby Gould ook aanvaller Mark Hughes vanwege een schorsing. |              | |

### Zesde ontmoeting
| Vriendschappelijk (Rotterdam, Nederland, 1 juni 2008): |              | |
| Nederland | 2 – 0        | Wales |
| Arjen Robben 35' Wesley Sneijder 54' | goals        | |
| Marco van Basten | bondscoach   | John Toshack |
| Edwin van der Sar André Ooijer John Heitinga 46' Joris Mathijsen 80' Giovanni van Bronckhorst 46' Wesley Sneijder Demy de Zeeuw 46' Orlando Engelaar 46' Rafael van der Vaart 67' Arjen Robben Ruud van Nistelrooy | opstellingen | Wayne Hennessey Chris Gunter 77' Sam Ricketts Ashley Williams Craig Morgan Lewin Nyatanga 56' David Edwards 45' Carl Robinson 56' Freddy Eastwood 73' Jason Koumas 87' Joe Ledley |
| Mario Melchiot 46' Tim de Cler 46' Nigel de Jong 46' Dirk Kuijt 46' Ibrahim Afellay 67' Jan Vennegoor of Hesselink 80' | wissels      | 45' Jack Collison 56' Craig Bellamy 56' Ched Evans 73' Sam Vokes 77' Andrew Crofts 87' Neal Eardley                                                                               |
| | gele kaarten | 33' Chris Gunter |
| - Het Nederlands elftal wint de laatste oefenwedstrijd voor de start van het Europees kampioenschap voetbal 2008. De twee voorgaande 'uitzwaaiwedstrijden' werden niet gewonnen: in 2004 was Ierland met 1-0 te sterk, in 2006 speelde Oranje met 1-1 gelijk tegen Australië. - Bondscoach Marco van Basten stuurde dezelfde elf spelers het veld in als drie dagen daarvoor tegen Denemarken (1-1). - Voor de aftrap werd doelman Edwin van der Sar in het zonnetje gezet vanwege zijn 125e interland. |              | |

### Zevende ontmoeting
| Vriendschappelijk (Amsterdam, Nederland, 4 juni 2014): |              | |
| Nederland | 2 – 0        | Wales |
| Arjen Robben 32' Jeremain Lens 76' | goals        | |
| Louis van Gaal | bondscoach   | Chris Coleman |
| Jasper Cillessen Daryl Janmaat Ron Vlaar Stefan de Vrij Daley Blind Bruno Martins Indi Arjen Robben Wesley Sneijder Nigel de Jong 78' Leroy Fer 46' Robin van Persie 46' | opstellingen | Wayne Hennessey Danny Gabbidon Chris Gunter 83' Neil Taylor James Chester 77' Andy King 62' Joe Ledley 60' Hal Robson-Kanu Joe Allen 67' Simon Church 70' Jonathan Williams |
| Jeremain Lens 46' Georginio Wijnaldum 46' Klaas-Jan Huntelaar 78' | wissels      | 60' Declan John 62' Emyr Huws 67' Jermaine Easter 70' George Williams 77' David Vaughan 83' Paul Dummett                                                                    |
| | gele kaarten | |
| - Debuut van Paul Dummett (Newcastle United), James Chester (Hull City) en George Williams (Fulham) voor Wales.                                                          |              | |

### Achtste ontmoeting
| Vriendschappelijk (Cardiff, Wales, 13 november 2015): |              | |
| Wales | 2 – 3        | Nederland |
| Joe Ledley 45' Emyr Huws 70' | goals        | 32' Bas Dost 54' Arjen Robben 81' Arjen Robben |
| Chris Coleman | bondscoach   | Danny Blind |
| Wayne Hennessey 74' Chris Gunter 66' Ashley Williams 46' James Chester Ben Davies Neil Taylor 65' Joe Ledley 56' Joe Allen Jonathan Williams 59' Tom Lawrence Andy King                         | opstellingen | Jasper Cillessen Daryl Janmaat Jeffrey Bruma Terence Kongolo 46' Virgil van Dijk Wesley Sneijder Daley Blind 87' Jordy Clasie Arjen Robben 90+1' Quincy Promes Bas Dost |
| James Collins 46' Emyr Huws 56' George Williams 59' Paul Dummett 65' Adam Henley 66' Owain Fôn Williams 74'                                                                                     | wissels      | 46' Joël Veltman 87' Riechedly Bazoer 90+1' Georginio Wijnaldum |
| | gele kaarten | 45+2' Terence Kongolo 53' Wesley Sneijder 82' Jeffrey Bruma |
| - Debuut van Owain Fôn Williams (Inverness Caledonian Thistle) en Adam Henley (Blackburn Rovers) voor Wales. - Wales kon niet beschikken over de lichtgeblesseerde Aaron Ramsey en Gareth Bale. |              | |

### Negende ontmoeting
| UEFA Nations League 2022/23 (Cardiff, Wales, 8 juni 2022): |              | |
| Wales | 1 – 2        | Nederland |
| Rhys Norrington-Davies 90+2' | goals        | 50' Teun Koopmeiners 90+4' Wout Weghorst |
| Rob Page | bondscoach   | Louis van Gaal |
| Danny Ward 46' Ben Davies Joe Rodon Chris Mepham Connor Roberts Rhys Norrington-Davies Joe Morrell 60' Harry Wilson Dylan Levitt 67' Brennan Johnson 77' Daniel James 77' | opstellingen | Mark Flekken Tyrell Malacia Stefan de Vrij 84' Matthijs de Ligt Jordan Teze Hans Hateboer Teun Koopmeiners 67' Jerdy Schouten 67' Cody Gakpo Wout Weghorst 90+1' Noa Lang |
| Adam Davies 46' Rubin Colwill 60' Matthew Smith 67' Gareth Bale 77' Rabbi Matondo 77'                                                                                     | wissels      | 67' Frenkie de Jong 67' Steven Bergwijn 84' Bruno Martins Indi 90+1' Guus Til                                                                                             |
| | gele kaarten | 3' Jordan Teze |
| - Debuut van Jordan Teze (PSV) en Jerdy Schouten (Bologna FC 1909) voor Nederland.                                                                                        |              | |

KNVB ·
A-internationals ·
Bondscoaches (m) ·
Topscorers ·
Nederlands vrouwenelftal ·
Bondscoaches (v) ·
Nederland B ·
Olympisch elftal ·
Jong Oranje ·
Nederland –20 ·
Nederland –19 ·
Nederland –18 ·
Nederland –17 ·
Nederland –16 ·
Nederland –15 ·
Nederlands amateurelftal ·
Nederlands zaterdagelftal ·
Jong OranjeLeeuwinnen ·
Vrouwen –20 ·
Vrouwen –19 ·
Vrouwen –18 ·
Vrouwen –17 ·
Vrouwen –16 ·
Vrouwen –15 ·
Militair mannenelftal ·
Militair vrouwenelftal ·
Strandteam ·
Vrouwen Strandteam ·
Futsalteam ·
Vrouwen Futsalteam

EK-wedstrijden ·
WK-wedstrijden ·
Resultaten kwalificaties en eindronden ·
Nederland B-wedstrijden ·
Officieuze wedstrijden ·
EK-wedstrijden vrouwen ·
WK-wedstrijden vrouwen ·
Resultaten vrouwen kwalificaties en eindronden
1905 – 1919 ·
1920 – 1929 ·
1930 – 1939 ·
1940 – 1949 ·
1950 – 1959 ·
1960 – 1969 ·
1970 – 1979 ·
1980 – 1989 ·
1990 – 1999 ·
2000 – 2009 ·
2010 – 2019 ·
2020 – 2029
2015 ·
2016 ·
2017 ·
2018 ·
2019 ·
2020 ·
2021 · 
2022
EK's: 1976 · 
1980 · 
1988 · 
1992 · 
1996 · 
2000 · 
2004 · 
2008 · 
2012 · 
2020 · 
2024
WK's: 1934 · 
1938 · 
1974 · 
1978 · 
1990 · 
1994 · 
1998 · 
2006 · 
2010 · 
2014 · 
2022
OS: 1908 ·
1912 ·
1920 ·
1924 ·
1928 ·
1948 ·
1952 ·
2008
Albanië ·
Andorra ·
Argentinië ·
Armenië ·
Australië ·
België ·
Bosnië en Herzegovina ·
Brazilië ·
Bulgarije ·
Canada ·
Chili ·
China ·
Colombia ·
Costa Rica ·
Curaçao ·
Cyprus ·
DDR ·
Denemarken ·
Duitsland ·
Ecuador ·
Egypte ·
Engeland ·
Estland ·
Faeröer ·
Finland ·
Frankrijk ·
GOS · 
Georgië ·
Ghana ·
Gibraltar ·
Griekenland ·
Hongarije ·
Ierland ·
IJsland ·
Indonesië ·
Iran ·
Israël ·
Italië ·
Ivoorkust ·
Japan ·
Joegoslavië ·
Kameroen ·
Kazachstan ·
Kroatië ·
Letland ·
Liechtenstein ·
Luxemburg ·
Malta ·
Marokko ·
Mexico ·
Moldavië ·
Montenegro ·
Nederlandse Antillen ·
Nigeria ·
Noord-Ierland ·
Noord-Macedonië ·
Noorwegen ·
Oekraïne ·
Oostenrijk ·
Paraguay ·
Peru ·
Polen ·
Portugal ·
Qatar ·
Roemenië ·
Rusland ·
Saarland ·
San Marino ·
Saoedi-Arabië ·
Schotland ·
Senegal ·
Servië en Montenegro ·
Slovenië ·
Slowakije ·
Sovjet-Unie ·
Spanje ·
Suriname ·
Thailand ·
Tsjechië ·
Tsjecho-Slowakije ·
Tunesië ·
Turkije ·
Uruguay ·
Verenigd Koninkrijk ·
Verenigde Staten ·
Wales ·
Wit-Rusland ·
Zuid-Afrika ·
Zuid-Korea ·
Zweden ·
Zwitserland
Argentinië (1978) ·
Argentinië (2006) ·
Argentinië (2014) ·
Argentinië (2022) ·
Australië (2014) ·
Brazilië (2014) ·
Chili (2014) · 
Costa Rica (2014) ·
Denemarken (2010) ·
Denemarken (2012) ·
Duitsland (2012) · 
Ecuador (2022) · 
Frankrijk (2008) ·
Italië (2008) ·
Ivoorkust (2006) ·
Japan (2010) ·
Kameroen (2010) ·
Mexico (2014) · 
Noord-Macedonië (2021) · 
Oekraïne (2021) · 
Oostenrijk (2021) · 
Portugal (2006) ·
Portugal (2012) ·
Portugal (2019) ·
Qatar (2022) ·
Roemenië (2008) ·
Rusland (2008) ·
San Marino (2011) ·
Senegal (2022) ·
Servië en Montenegro (2006) ·
Sovjet-Unie (1988) ·
Spanje (2010) ·
Spanje (2014) ·
Tsjechië (2021) · 
Uruguay (2010) ·
Verenigde Staten (2022) · 
West-Duitsland (1974)
FAW · A-internationals · Bondscoaches · Statistieken · Welsh vrouwenelftal · Brits olympisch elftal · Wales U21 · Wales U20 · Wales U19 · Wales U18 · Wales U17 · Wales U16
1876 – 1899 ·
1900 – 1919 ·
1920 – 1929 ·
1930 – 1939 ·
1940 – 1949 ·
1950 – 1959 ·
1960 – 1969 ·
1970 – 1979 ·
1980 – 1989 ·
1990 – 1999 ·
2000 – 2009 ·
2010 – 2019 ·
2020 − 2029
EK 2016 · 
EK 2020
WK 1958
1876 · 
1877 · 
1878 · 
1879 · 
1880 · 
1881 · 
1882 · 
1883 · 
1884 · 
1885 · 
1886 · 
1887 · 
1888 · 
1889 · 
1890 · 
1891 · 
1892 · 
1893 · 
1894 · 
1895 · 
1896 · 
1897 · 
1898 · 
1899 · 
1900 · 
1901 · 
1902 · 
1903 · 
1904 · 
1905 · 
1906 · 
1907 · 
1908 · 
1909 · 
1910 · 
1911 · 
1912 · 
1913 · 
1914 · 
1915 · 1916 · 1917 · 1918 · 1919 · 
1920 · 
1921 · 
1922 · 
1923 · 
1924 · 
1925 · 
1926 · 
1927 · 
1928 · 
1929 · 
1930 · 
1931 · 
1932 · 
1933 · 
1934 · 
1935 · 
1936 · 
1937 · 
1938 · 
1939 · 
1940 · 1941 · 1942 · 1943 · 1944 · 1945 · 
1946 · 
1947 · 
1948 · 
1949 · 
1950 · 
1952 · 
1952 · 
1953 · 
1954 · 
1955 · 
1956 · 
1957 · 
1958 · 
1959 · 
1960 · 
1961 · 
1962 · 
1963 · 
1964 · 
1965 · 
1966 · 
1967 · 
1968 · 
1969 · 
1970 · 
1971 · 
1972 · 
1973 · 
1974 · 
1975 · 
1976 · 
1977 · 
1978 · 
1979 · 
1980 · 
1981 · 
1982 · 
1983 · 
1984 · 
1985 · 
1986 · 
1987 · 
1988 · 
1989 · 
1990 · 
1991 · 
1992 · 
1993 · 
1994 · 
1995 · 
1996 · 
1997 · 
1998 · 
1999 · 
2000 · 
2001 · 
2002 · 
2003 · 
2004 · 
2005 · 
2006 · 
2007 · 
2008 · 
2009 · 
2010 · 
2011 · 
2012 · 
2013 · 
2014 · 
2015 · 
2016 · 
2017 ·
2018 ·
2019 ·
2020 ·
2021 ·
2022 ·
2023
Albanië ·
Andorra ·
Argentinië ·
Armenië ·
Australië ·
Azerbeidzjan ·
België ·
Bosnië en Herzegovina ·
Brazilië ·
Bulgarije ·
Canada ·
Chili ·
China ·
Costa Rica ·
Cyprus ·
DDR ·
Denemarken ·
Duitsland ·
Engeland ·
Estland ·
Faeröer ·
Finland ·
Frankrijk ·
Georgië ·
Gibraltar ·
Griekenland ·
Hongarije ·
Ierland ·
IJsland ·
Iran ·
Israël ·
Italië ·
Jamaica ·
Japan ·
Joegoslavië ·
Kazachstan ·
Koeweit ·
Kroatië ·
Letland ·
Liechtenstein ·
Luxemburg ·
Malta ·
Mexico ·
Moldavië ·
Montenegro ·
Nederland ·
Nieuw-Zeeland ·
Noord-Ierland ·
Noord-Macedonië ·
Noorwegen ·
Oekraïne ·
Oostenrijk ·
Panama ·
Paraguay ·
Polen ·
Portugal · 
Qatar ·
Roemenië ·
Rusland ·
San Marino ·
Saoedi-Arabië ·
Schotland ·
Servië ·
Servië en Montenegro ·
Slovenië ·
Slowakije ·
Sovjet-Unie ·
Spanje ·
Trinidad & Tobago ·
Tsjechië ·
Tsjecho-Slowakije ·
Tunesië ·
Turkije ·
Uruguay ·
Verenigde Staten ·
Wit-Rusland ·
Zuid-Korea ·
Zweden ·
Zwitserland
Engeland (2016) · 
Denemarken (2021) · 
Italië (2021) · 
Rusland (2016) ·
Slowakije (2016) · 
Turkije (2021) · 
Zwitserland (2021)